# Väike Harklaid
Väike Harklaid ist eine unbewohnte Insel, 130 Meter von der größten estnischen Insel Saaremaa entfernt. Die Insel liegt in der Landgemeinde Saaremaa im Kreis Saare. Sie liegt im Kahtla-Kübassaare hoiuala.
Väike Harklaid ist 210 Meter lang und 90 Meter breit.